# 조강희
조강희(趙岡熙, 1889년 ~ ?)는 일제강점기의 친일반민족행위자 언론인이다. 본관은 양주이며, 경성일보, 매일신보의 기자로 활동했고, 조선총독부의 기관지 기자로도 활동하였다.

## 생애
군수를 역임한 조병갑(趙秉甲)의 둘째 아들이다. 경성일보, 매일신보에서 일하다가 동광신문(東光新聞)의 주필 겸 편집국장, 동아일보, 시대일보 기자 등으로 1년 3개월 정도 기자로 근무하였고, 조선사상통신사를 거쳐 동광신문에서 주필 겸 편집국장을 지냈다. 시대일보 정치부장으로 재직 당시 일본어로 ‘한국인의 이름 짓는 법’이라는 제목의 기사를 쓰기도 했다.

## 가족
- 종조부 : 조두순(趙斗淳, 1796년 ~ 1870년)
- 친조부 : 조규순(趙奎淳, 1799년 ~ ?), 태인 군수를 지냄
  - 아버지 : 조병갑(趙秉甲, 1844년 ~ 1911년)
  - 계모 : 청송 심씨, 부사 심영규(沈永奎)의 딸
    - 형 : 조찬희(趙瓚熙, 1880 ~?) 진사 역임

  - 어머니 : 전주 이씨 이병양(李秉兩), 판서 이병문(李秉文)의 딸
    - 부인 : 연안 이씨, 국장 이도(李度)의 딸
      - 아들 : 조중완(趙重完)
        - 손녀 : 조기숙(趙己淑, 대학교수·대통령비서실 홍보수석 역임